# 吉弘充志
吉弘充志（1985年5月4日—），日本職業足球員，前日本20歲以下足球代表隊成員。

## 俱乐部生涯
2004年，吉弘充志在廣島三箭开始足球生涯。2008年转会至札幌岡薩多，2011年转会至愛媛FC，2012年转会至東京綠茵，2013年转会至町田澤維亞，2014年转会至山口雷法。

## 日本國家足球隊
吉弘充志参加了2005年世界青年錦標賽。

## 外部連結
- （日語）J.League Data Site （页面存档备份，存于）